# Campeonato Mundial de Ginástica Artística de 2002 - Resultados femininos
Os resultados femininos no Campeonato Mundial de Ginástica Artística de 2002 somaram doze medalhas nas quatro provas por aparelhos disputadas. 

## Resultados
| País              | Ginasta        | Pontos               |       |
| ----------------- | -------------- | -------------------- | ----- |
| Medalha de ouro   | Rússia         | Elena Zamolodchikova | 9,443 |
| Medalha de prata  | Rússia         | Natalia Ziganshina   | 9,393 |
| Medalha de bronze | Uzbequistão    | Oksana Chusovitina   | 9,387 |
| 4                 | Roménia        | Oana Petrovschi      | 9,362 |
| 5                 | Roménia        | Sabina Cojocar       | 9,337 |
| 6                 | Estados Unidos | Ashley Postell       | 9,231 |
| 7                 | Países Baixos  | Verona van der Leur  | 9,187 |
| 8                 | Ucrânia        | Alona Kvasha         | 9,087 |

| Pos.              | País           | Ginasta           | Pontos |
| ----------------- | -------------- | ----------------- | ------ |
| Medalha de ouro   | Estados Unidos | Courtney Kupets   | 9,550  |
| Medalha de prata  | Roménia        | Oana Petrovschi   | 9,612  |
| Medalha de bronze | Rússia         | Lyudmila Ezhova   | 9,375  |
| 4                 | Reino Unido    | Elizabeth Tweddle | 9,312  |
| 5                 | Países Baixos  | Laura van Leeuwen | 8,612  |
| 6                 | Bielorrússia   | Tatiana Zharanova | 8,187  |
| 7                 | Rússia         | Svetlana Khorkina | 7,387  |
| 8                 | Ucrânia        | Irina Yarotska    | 7,000  |

| Pos.              | País           | Ginasta            | Pontos |
| ----------------- | -------------- | ------------------ | ------ |
| Medalha de ouro   | Estados Unidos | Ashley Postell     | 9,537  |
| Medalha de prata  | Roménia        | Oana Ban           | 9,350  |
| Medalha de bronze | Ucrânia        | Irina Yarotska     | 9,212  |
| 4                 | Rússia         | Svetlana Khorkina  | 9,125  |
| 5                 | Bulgária       | Eugenia Kuznetsova | 9,075  |
| 6                 | Rússia         | Lyudmila Ezhova    | 8,975  |
| 7                 | Itália         | Ilaria Colombo     | 8,750  |
| 8                 | Uzbequistão    | Oksana Chusovitina | 8,312  |

| Pos.              | País           | Ginasta             | Pontos |
| ----------------- | -------------- | ------------------- | ------ |
| Medalha de ouro   | Espanha        | Elena Gomez         | 9,487  |
| Medalha de prata  | Países Baixos  | Verona van der Leur | 9,350  |
| Medalha de bronze | Estados Unidos | Samantha Sheehan    | 9,325  |
| 4                 | Roménia        | Oana Ban            | 9,275  |
| 5                 | Brasil         | Daniele Hypólito    | 9,237  |
| 6                 | Uzbequistão    | Oksana Chusovitina  | 9,137  |
| 7                 | Rússia         | Natalia Ziganshina  | 8,862  |
| 8                 | México         | Brenda Magana       | 8,462  |